# Jordan Jegat
Jordan Jegat (Bignan, 7 de junio de 1999) es un ciclista profesional francés que compite con el equipo Team TotalEnergies.

## Palmarés
Todavía no ha conseguido victorias como profesional.

## Resultados en Grandes Vueltas
| Carrera | Carrera         | 2022 | 2023 | 2024 | 2025 |
| ------- | --------------- | ---- | ---- | ---- | ---- |
|         | Giro de Italia  | —    | —    | —    | —    |
|         | Tour de Francia | —    | —    | 28.º | 10.º |
|         | Vuelta a España | —    | —    | —    | —    |

―: no participa
Ab.: abandono

## Equipos
- U Nantes Atlantique (2022-2023)
  - Team U Nantes Atlantique (2022)
  - CIC U Nantes Atlantique (2023)
- Team TotalEnergies (2024-)